# Phare de Penfret
Phare de Penfret ist der Name eines Leuchtturms vor der Küste der Gemeinde Fouesnant. Er liegt auf einer kleinen Insel im Osten des Glénan-Archipels im Département Finistère in der Bretagne.
Die Fertigstellung und Inbetriebnahme des pyramidenstumpfförmigen, weißen Leuchtturms mit rotem Laternenaufbau erfolgte am 10. Oktober 1837. Das am 30. April 1993 automatisierte Leuchtfeuer wird von Concarneau aus gesteuert. Der Turm ist nicht besetzt und kann nicht besichtigt werden.